# جائزة إيطاليا الكبرى 1970
جائزة إيطاليا الكبرى 1970 هو سباق فورمولا 1 أقيم بتاريخ 6 سبتمبر 1970 في حلبة مونزا، إيطاليا. كان العاشر من أصل 13 في بطولة العالم لسباقات الفورمولا واحد موسم 1970. حلّ السويسري كلاي ريجاتسوني أولا بينما جاء البريطاني جاكي ستيورات في المركز الثاني.